# Comalapa, Nicaragua
Comalapa är en kommun (municipio) i Nicaragua med 17 584 invånare. Den ligger i den centrala delen av landet i departementet Chontales, på norra stranden av Nicaraguasjön. Comalapa är en jordbruksbygd med omfattande boskapsskötsel.

## Geografi
Comalapa gränsar till kommunerna  San Lorenzo  i väster, Camoapa i norr, San Francisco de Cuapa och Juigalpa i öster, samt till Nicaraguasjön i söder. Kommunens centralort med samma namn ligger i den norra delen av kommunen och har 1 077 invånare (2005).

## Historia
Comalapa grundades 1608 och hette då San Bartolomé de Comalagualpan. År 1926 upphöjdes Comalapa från pueblo till villa.

## Personer från Comalapa
- Emiliano Chamorro Vargas (1871-1966), Nicaraguas president 1917-1920[8]